# Oben aufm Berg (Das Wunder aufm Berg)
Oben aufm Berg (Das Wunder aufm Berg) ist ein Lied des deutschen Sängers, Komponisten und Produzenten Stephan Remmler. Es erschien am 30. November 1988 als zweite Singleauskopplung aus seinem zweiten Soloalbum Lotto.

## Beschreibung
Begleitet wird das Lied vornehmlich von einem Orchester und einem Chor. Zusätzlich sind ein gezupfter Kontrabass und eine Sologitarre zu hören. Der gesamte Text wird von Stephan Remmler nicht gesungen, sondern mit leiser Stimme gesprochen. Das Lied wird mit einem leisen Schlag auf eine Triangel beendet, nachdem das Orchester bereits verklungen ist.
Inhaltlich beschreibt das Lied das Liebesspiel zwischen einem Mann und einer Frau in den Bergen. Dazu werden zahlreiche Begriffe aus der alpinen Fauna verwendet wie Murmeltiere, Steinbock oder Adler:

„Die Murmeltiere murmelten den Liebeslaut
die Adler in den Lüften haben scharf geschaut
der Steinbock hätte fast den festen Stand verlorn
er dachte fürn Moment er wär am Matterhorn
der Auerhahn weiss heut noch wies gewesen ist
als du mich erst aufs Auge dann aufs Ohr geküsst“

Stephan Remmler berichtete später, dass es sich um ein sehr privates Lied handele.
Arrangiert wurde das Lied von dem österreichischen Komponisten Christian Kolonovits.

## Veröffentlichung
Oben aufm Berg (Das Wunder aufm Berg) erschien am 24. Oktober 1988 auf Remmlers zweitem Soloalbum Lotto als letztes Lied auf der A-Seite. Im November folgte die Veröffentlichung als zweite Single nach Keine Angst hat der Papa mir gesagt. Das Lied erschien als 7″-Single, 12″-Maxi-Single und Maxi-CD. Darauf sind u. a. eine instrumentale Version und eine Maxi-Version zu hören. Das Cover zeigt ein verschwommenes Porträt von Stephan Remmler sowie eine barbusige Bergsteigerin.
Am 15. Dezember 1988 präsentierte Stephan Remmler das Lied live in der Sendung Mensch Meier, moderiert von Alfred Biolek. Weitere TV-Auftritte fanden im Gegensatz zu allen anderen Single-Auskopplungen aus dem Album Lotto nicht statt.
Annähernd alle Lieder aus dem Album Lotto wurden in Brasilien als Musikvideos verfilmt, jedoch fehlt hier Oben aufm Berg (Das Wunder aufm Berg). Als das Lied in der Sendung Formel 1 vorgestellt werden sollte, stellte sich das Problem eines fehlenden Musikvideos ein. Stephan Remmler drehte daher privat ein Video, das aus vom Fernseher verwackelt und verlangsamt abgefilmten Szenen anderer Videos sowie wenigen Szenen, die Remmler beim Vortrag des Liedes zeigen, bestehen.
Im August 1994 veröffentlichte Stephan Remmler sein einziges Live-Album HÜH. Hier ist eine verkürzte Fassung von Oben aufm Berg (Das Wunder aufm Berg) zu hören, in der sich Remmler selbst nur auf dem Klavier begleitet. Diese Version wird immer wieder von winzigen Tonschnipseln aus Techno-Songs unterbrochen.
In den Musikcharts konnte sich Oben aufm Berg (Das Wunder aufm Berg) nicht platzieren.